# 4. armadna oblast (Kraljevina Jugoslavija)
4. armadna oblast je bil štab, ki je nadzoroval vojaške enote v moči armade in je deloval v okviru Kraljevine Jugoslavije.
Armadna oblast je bila locirana v Zagrebu.

## Organizacija
1. september 1939
- Dravska divizija (Ljubljana)

- 37. pehotni polk (Ribnica)
- 39. pehotni polk (Celje)
- 40. pehotni polk (Ljubljana)
- 45. pehotni polk (Maribor)
- 16. artilerijski polk (Ljubljana)
- 32. artilerijski polk (Maribor)

- Osiješka divizija (Osijek)

- 41. pehotni polk (Osijek)
- 42. pehotni polk (Bjelovar)
- 15. artilerijski polk (Osijek)
- 31. artilerijski polk (Osijek)

- Savska divizija (Zagreb)

- 35. pehotni polk (Zagreb)
- 36. pehotni polk (Varaždin)
- 53. pehotni polk (Karlovec)
- 14. artilerijski polk (Varaždin)
- 30. artilerijski polk (Zagreb)

- Planinska brigada

- 1. planinski pehotni polk (Škofja Loka)
- 2. planinski pehotni polk (Delnice)

- Artilerijski polk Zagreb
- Avtomobilski polk Zagreb